# Bychaŭ
Bychaŭ (in bielorusso Бы́хаў?, in russo Бы́хов?, in polacco Bychów, in yiddish ביחאָוו‎?, Bihov, in lituano Bychavas) è un comune della Bielorussia, situato nella regione di Mahilëŭ.

## Geografia
Bychaŭ sorge sulla riva destra del Dnepr, si trova a 44 km a sud di Mahilëŭ e a 182 km a sud-est di Minsk.

## Storia
La città venne fondata nel 1370. In origine era di proprietà di Švitrigaila (1370-1452), sovrano del Granducato di Lituania, dopo di che la città passò ai Goštautai. Nel 1542, passò ai Chodkiewicz e nel 1628 passò ai Sapieha. Durante il XVI-XVIII secolo, era il luogo dove gli artigiani più abili producevano cannoni, palle di cannone, proiettili e molto altro, senza i quali era semplicemente impossibile vivere nell'Europa del Medioevo.
Tra la fine del XVI e il XVII secolo la città venne trasformata in una fortezza. Terrapieni, fossati, bastioni chiudevano il territorio della città in un semicerchio, il cui lato orientale andava alla ripida sponda del Dnepr. Il castello di Bychaŭ divenne il centro della composizione dell'insediamento. La piazza divideva in due il territorio della città e fungeva da piazza d'armi per l'addestramento dei soldati del presidio della fortezza. La strada principale attraversava la piazza da nord a sud, che era chiusa dalle porte di Mahilëŭ e di Rahačoŭ. Nel 1659 presso la città si svolse una battaglia della guerra russo-polacca.
Nel 1702 durante la guerra civile lituana (1696-1702) la coalizione contro i Sapieha assediò la città che andò sotto il controllo del generale di artiglieria Krzysztof Kazimierz Sienicki. Durante la Guerre del Nord, quando Sienicki prese le parti del nuovo re, Stanislao Leszczyński, Bychaŭ fu preso dall'esercito russo dopo un lungo assedio (quasi un mese) e venne quasi tutta bruciata. Nell'estate del 1706, sulla strada per Kiev, Pietro I visitò la città.
Durante la prima divisione del Commonwealth polacco-lituano nel 1772 Bychaŭ passò sotto il dominio russo, l'anno successivo fu registrata come città distrettuale.
Alla fine del XIX secolo, vivevano in città poco più di sei mila persone, principalmente bielorussi (3.077 persone) ed ebrei (3.036 persone). Dal 1902 Bychaŭ divenne un collegamento ferroviario. Dal 12 settembre al 20 novembre 1917, i partecipanti alla cospirazione di Kornilov, guidata da Lavr Georgievič Kornilov, si riunivano nell'edificio a due piani della palestra femminile.
Secondo il censimento del 1939, nella città vivevano 11.026 persone, di cui 6749 bielorussi (61,2%), 2295 ebrei (20,8%), 1354 russi (12,3%) e 552 ucraini (5%).
L'8 luglio 1941, le unità avanzate del 46º corpo motorizzato tedesco si avvicinarono a Mogilev e, dopo il bombardamento della Luftwaffe, attaccarono la 172ª divisione di fanteria. Essendosi incuneate nella difesa della divisione, le unità tedesche persero almeno 40 carri armati, in relazione ai quali fermarono gli attacchi frontali e si diressero a nord di Škloŭ e vicino a Bychaŭ con l'obiettivo di aggirare e circondare la resistenza vicino a Mogilev.
Fino all'inizio degli anni '90, a Bychaŭ si trovavano una guarnigione dell'aviazione navale della flotta baltica e una base per i vettori missilistici Tu-16, che furono successivamente sostituiti dai Tu-22M.

## Attrazioni
- Castello di Bychaŭ
- Sinagoga di Bychaŭ
- Chiesa della Trinità, ortodossa, del XIX secolo
- A 10 chilometri da Bychaŭ, vicino al villaggio di Ludčicy, c'è un'altura, luogo di feroci battaglie nel 1944
- A 10 chilometri da Bychaŭ si trova il villaggio di Barkalabava, che è passato alla storia come luogo di creazione di un monumento culturale della scrittura bielorussa dell'inizio del XVII secolo: Cronaca di Barkulab

## Infrastrutture e trasporti
- Stazione ferroviaria: linea Mahilëŭ-Žlobin.
- Autostrade: autostrade Mahilëŭ-Homel', Mahilëŭ-Babrujsk